# Tigiria
Tigiria fou un estat tributari protegit del grups dels Estats Tributaris d'Orissa, sent el més petit del conjunt, amb 119 km². Limitava al nord amb Dhenkanal, a l'est amb Athgarh, al sud amb el riu Mahanadi i a l'oest amb Baramba.
Hauria estat fundat al segle XVI per Nityananda Tunga, que hauria vingut de l'oest en pelegrinatge a Puri i fou dirigit al lloc per un somni. El nom de Tigiria és una corrupció probablement de Trigiri o "Tres turons".
Els ingressos eren de deu mil rupies i el tribut de 882 rupies. La població el 1891 era de 20.546, el 1901 de 22.625 habitants, i el 1931 de 24.822; el nombre de pobles era de 102. Tigiria estava densament poblat (el de població més densa de tots els estats d'Orissa). La majoria d'habitants eren hindús i la casta més nombrosa els chases (7.000). L'estat estava ben cultivat excepte a la part muntanyosa i a les jungles al nord.

## Llista de rages
- No coneguts vers 1600-1682
- Sankaraswar Mandhata 1682 - 1742
- Gopinath Chamupati Singh 1743 - ?
- Jadumani Rai Singh ? - 1793
- Jagannath Chamupati Singh 1797 - 1844
- Harihar Kshatriya Birbara Chamupati Singh 1844 - 1886
- Banamali Kshatriya Birbara Chamupati Singh 1886 - 1933
- Sudarshan Kshatriya Birbara Chamupati Singh 1933 - 1943
- Brajraj Birbar Kshatriya Chamupati Singh 1943 - 1948 (fill, nascut 1921, vivia encara el 2000)